# 鄭鑑録
鄭鑑録（ていかんろく）は、朝鮮王朝時代中期に成立した朝鮮の讖緯書（予言書）。漢城に都を置く李氏の王朝が500年で滅亡したのち、鶏龍山に鄭氏の王朝が建国されて800年続くという趣旨の内容である。朝鮮王朝によって禁書とされたが民間に流布し、民間宗教や民衆運動に影響を及ぼした。

## 概要
鄭鑑録は、李氏の祖先である李沁という人物と、鄭氏の祖先である鄭鑑という人物の会話という形式で記されている。漢字の分解（破字）や暗喩などのさまざまな暗号的技法で記されており、文言は多様な解釈が可能である。また、多くの異本がある。
李氏の王朝の末期に未来仏の弥勒菩薩が朝鮮半島に降りて来て民衆を救う思想が広まり、国家滅亡が来たるべき時期は19世紀から20世紀にかけてとされ、激しい戦乱や災禍を描いた終末論的な内容の予言である。戦乱の中でも生き残ることのできる「十勝之地」に触れた風水地理説に関する内容、易姓革命という形で行われる体制変革に関する内容を含んでいる。
朝鮮南部から現れて鶏龍山に新王朝を築く鄭氏は、道教の真人であるとされ、一種の救世主である。救世主の到来と理想の王国の建設を待望する信仰は「南朝鮮信仰」と呼ばれ、東学の思想にも影響を及ぼした。鄭氏の王朝が都を置くとされている鶏龍山は一般に、大田広域市と鶏龍市の境にある山とされている（巨済市などにも同名の山がある）。大田の鶏龍山には新都安（신도안、シンドアン）という地名があり、各種の新宗教が多く本拠を構えている。
この書の予言を利用した事件に、1569年の鄭汝立による謀叛や、1785年の李瑮、洪福榮らによる謀叛計画の発覚・頓挫などがあるが、とくに朝鮮王朝の建国（1392年）から実際に500年が経過する19世紀後半以来、王朝による支配体制への不満、列強による侵略に対する民族意識の高揚、日本統治に対する抵抗の中で、当時の政治的・社会的状況が鄭鑑録の記述と重ねあわされ、しばしば浮かび上がった。
その一方で、日本統治時代には発禁処分が解かれ、京城で金用柱『鄭鑑録』（1923年）、玄丙周『批難鄭鑑録真本』（年代不明）、東京で細井肇『鄭鑑録秘訣輯録』（1923年）などが編集、刊行された。